# Théorème de Goldbach-Euler
En mathématiques, le théorème de Goldbach-Euler (également connu sous le nom de théorème de Goldbach), stipule que la somme des {\displaystyle 1/(n-1)} où  {\displaystyle n} décrit l'ensemble {\displaystyle P} des puissances parfaites, en excluant 1 et en omettant les répétitions, est égale à 1 :
{\displaystyle \sum _{n\in P}^{\infty }{\frac {1}{n-1}}={{\frac {1}{3}}+{\frac {1}{7}}+{\frac {1}{8}}+{\frac {1}{15}}+{\frac {1}{24}}+{\frac {1}{26}}+{\frac {1}{31}}}+\cdots =1.}
Ce résultat a été publié pour la première fois dans l'article d'Euler de 1737 « Variæ observationes circa series infinitas ». Euler attribuait ce résultat à une lettre (aujourd'hui perdue) de Goldbach.

## Démonstration originale
La démonstration originale de Goldbach attribue une valeur à la somme de la série harmonique : {\displaystyle \textstyle x=\sum _{n=1}^{\infty }{\frac {1}{n}}}, qui est divergente. Une telle preuve n'est pas considérée comme rigoureuse avec les normes modernes. Il existe une forte ressemblance entre la méthode de filtrage des puissances employée dans sa démonstration et la méthode de factorisation utilisée pour obtenir la formule du produit d'Euler pour la fonction zêta de Riemann .
Soit donc x donné par
{\displaystyle x=1+{\frac {1}{2}}+{\frac {1}{3}}+{\frac {1}{4}}+{\frac {1}{5}}+{\frac {1}{6}}+{\frac {1}{7}}+{\frac {1}{8}}\cdots }
Soustrayons à cette égalité, l'égalité  {\displaystyle \textstyle 1={\frac {1}{2}}+{\frac {1}{4}}+{\frac {1}{8}}+{\frac {1}{16}}+\cdots } (somme des inverses des puissances de deux) ; on obtient :
{\displaystyle x-1=1+{\frac {1}{3}}+{\frac {1}{5}}+{\frac {1}{6}}+{\frac {1}{7}}+{\frac {1}{9}}+{\frac {1}{10}}+{\frac {1}{11}}+\cdots }
Répétons le processus avec la somme des puissances de trois : {\displaystyle \textstyle {\frac {1}{2}}={\frac {1}{3}}+{\frac {1}{9}}+{\frac {1}{27}}+{\frac {1}{81}}+\cdots }
{\displaystyle x-1-{\frac {1}{2}}=1+{\frac {1}{5}}+{\frac {1}{6}}+{\frac {1}{7}}+{\frac {1}{10}}+{\frac {1}{11}}+{\frac {1}{12}}+\cdots }
Sont maintenant absents de la somme ci-dessus tous les inverses des puissances de deux et de trois. Continuons en supprimant les inverses des puissances de 5, 6, etc. en épuisant tous les termes du côté droit sauf le 1. Finalement, on obtient l'égalité :
{\displaystyle x-1-{\frac {1}{2}}-{\frac {1}{4}}-{\frac {1}{5}}-{\frac {1}{6}}-{\frac {1}{9}}-\cdots =1}
soit
{\displaystyle x-1=1+{\frac {1}{2}}+{\frac {1}{4}}+{\frac {1}{5}}+{\frac {1}{6}}+{\frac {1}{9}}+\cdots }
où les dénominateurs sont constitués de tous les entiers strictement positifs qui sont des non-puissances moins un. En soustrayant l'équation précédente de la définition de x donnée ci-dessus, on obtient
{\displaystyle 1={\frac {1}{3}}+{\frac {1}{7}}+{\frac {1}{8}}+{\frac {1}{15}}+{\frac {1}{24}}+{\frac {1}{26}}+{\frac {1}{31}}+\cdots }
où les dénominateurs ne sont plus constitués que de puissances parfaites moins un.
Bien que manquant de rigueur mathématique, la preuve de Goldbach fournit un argument raisonnable pour la véracité du théorème. On peut rendre cette démonstration rigoureuse grâce à un traitement approprié et plus prudent des termes divergents de la série harmonique .

## Démonstration rigoureuse
Cette démonstration utilise le fait qu'on peut se ramener à la somme des inverses des puissances parfaites avec répétitions, qui est égale à 1.
On peut en effet remarquer qu'une puissance parfaite est un entier {\displaystyle a\geqslant 2} qui n'est pas une puissance parfaite élevé à une puissance {\displaystyle \geqslant 2}. La somme demandée est donc égale à {\displaystyle S=\sum _{a\in Q}\sum _{k\geqslant 2}{\frac {1}{a^{k}-1}}} où {\displaystyle Q} est l’ensemble des non-puissances parfaites.
D'après la formule des séries géométriques, on peut écrire {\displaystyle S=\sum _{a\in Q}\sum _{k\geqslant 2}\sum _{i\geqslant 1}{\frac {1}{a^{ik}}}} ; mais les {\displaystyle a^{i}} où {\displaystyle a\geqslant 2} n'est pas une puissance parfaite et {\displaystyle i} un entier {\displaystyle \geqslant 1} recouvrent en fait tous les entiers {\displaystyle \geqslant 2}. Donc {\displaystyle S=\sum _{n\geqslant 2}\sum _{k\geqslant 2}{\frac {1}{n^{k}}}} qui est égale à 1 (voir la page : puissance parfaite).